# Yap (île)
Pour les articles homonymes, voir Yap.
Ne doit pas être confondu avec Îles Yap.
Yap est la plus grande île des îles Yap dans l'État de Yap situé dans les États fédérés de Micronésie. Le 2 octobre 1914, la capitale de l'île est bombardée par un croiseur britannique juste avant le débarquement japonais.